# Senioren Zocken
Senioren Zocken ist ein deutscher YouTube-Kanal, auf dem Senioren Videospiele spielen. Sie kommentieren auch Musikvideos auf dem Kanal On Fleek oder testen Lebensmittel und Getränke auf dem Kanal OMA GEHT STEIL.

## Geschichte
Der Kanal ging am 20. Dezember 2015 online. Produzenten sind zwei Medienschaffende, die als Macher hinter den Kulissen bleiben wollen. Der Kanal hatte bereits 42.000 Abonnenten, als der YouTuber Luca (damals noch ConCrafter), auf ihn aufmerksam wurde. Er filmte und kommentierte seine Reaktion auf ein Video, in dem die Senioren das Computerspiel Grand Theft Auto 5 spielten. Dies führte zu einem deutlichen Anstieg der Abonnentenzahlen. Mitte März 2017 erreichte der Kanal über 100.000 Abonnenten, etwa einen Monat später waren es bereits über 200.000. Im Januar 2022 verzeichnete der Kanal fast 760.000 Abonnenten. Bis Ende 2020 erzielte der Kanal mit 200 Videos knapp 60 Millionen Aufrufe.
Auf dem Kanal spielen etwa 10 Seniorinnen und Senioren, einige haben Erfahrungen als Komparsen. Die Akteure erhalten eine Aufwandsentschädigung.
Am 12. Oktober 2016 wurde der Kanal OMA GEHT STEIL gegründet.

## Inhalt
Auf dem Kanal spielen die Senioren aktuelle, beliebte Computerspiele wie Fernbus Simulator. Ego-Shooter und Kriegsspiele werden von den Senioren in der Regel abgelehnt, da viele von ihnen noch den Zweiten Weltkrieg miterlebt haben. Die Videos sind dabei eine Mischung aus Let’s Play und Reaktionsvideo. Einige Videos sind auch reine Let’s-Play-Formate. Die Videos sind maximal 12 Minuten lang, pro Woche wird ca. ein Beitrag veröffentlicht.
Des Weiteren testen die Senioren Technik. Ein weiteres Format sind Musikvideos, auf welche die Senioren reagieren. Zudem kommentieren sie bestimmte Anlässe oder aktuelle Geschehnisse. Auf dem Kanal OMA GEHT STEIL werden Dinge, die nichts mit Computerspielen zu tun haben, gezeigt, zum Beispiel Ausflüge und das Testen von Gegenständen.

## Hintergrund
Mittlerweile werden Computerspiele von rund 5,1 Millionen Menschen, die 60 Jahre alt oder älter sind, gespielt. Gründe dafür sind zum einen, dass Spieler der ersten Stunde älter werden und ihrem Medium treu bleiben. Andererseits finden immer mehr Menschen, die zuvor wenig oder gar nicht gespielt haben, Zugang zum Gaming, weil intuitiv bedienbare Touchscreens von Tablets und Smartphones die Einstiegshürden für ältere Spieler senken. Deshalb wird die Generation Silver Gamer für die Branche immer wichtiger. In Pflegeeinrichtungen, aber auch darüber hinaus nehmen Videospiele bei immer mehr älteren Menschen einen festen Platz im Leben ein, da sie Motorik und Gleichgewicht trainieren und helfen können, die Auswirkungen altersbedingter Erkrankungen zu verringern.

## Auszeichnungen
- 2018: Goldene Kamera Digital Award in der Kategorie Let’s Play
- 2019: nominiert für die Goldene Henne in der Kategorie onlinestars[7]

## Sonstiges
Im Juni 2022 wurde der Kanal gehackt und ein Großteil der Videos gelöscht. Der Hack konnte nach ein paar Tagen aufgehoben werden, womit die Aktionen des Hackers rückgängig gemacht wurden. Der Hack führte auch zu Überlegungen über das Ende des Kanals.